# MIS-C
MIS-C für Multisystem Inflammatory Syndrome in Children (deutsch etwa: Multisystemisches Entzündungssyndrom bei Kindern) ist ein neuartiges Krankheitsbild, das in den Wochen nach einer Infektion mit SARS-CoV-2 bei Kindern und Jugendlichen auftritt. Eine andere Bezeichnung lautet PIMS für Paediatric inflammatory multisystem syndrome oder PMIS für Paediatric multisystem inflammatory syndrome. Das Europäische Zentrum für die Prävention und die Kontrolle von Krankheiten (ECDC) bezeichnet das Syndrom als Paediatric inflammatory multisystem syndrome temporally associated with SARS-CoV-2 infection (PIMS-TS).
Die Erkrankung ist Folge einer Überaktivierung des Immunsystems nach der SARS-CoV-2-Infektion, in seltenen Fällen aber auch nach COVID-19-Impfung. Sie zeigt daher Überschneidungen mit anderen sogenannten hyperinflammatorischen Erkrankungen bei Kindern, vor allem mit dem Kawasaki-Syndrom und dem toxischen Schocksyndrom.
Nachdem im April 2020 die American Academy of Pediatrics über erste Fälle berichtete, wurde Anfang Mai vom Royal College of Paediatrics and Child Health (RPCPH) auf MIS-C hingewiesen. Zu diesem Zeitpunkt waren mehr als hundert Kinder in New York mit MIS-C betroffen, wovon drei starben. In Europa wurde von 230 Fällen berichtet. In vielen Fällen tritt das Syndrom erst vier bis sechs Wochen nach einer Infektion auf.

## Verbreitung
MIS-C/PIMS ist insgesamt selten mit einigen hundert beschriebenen Fällen. Das mittlere Alter der betroffenen Kinder liegt um die 9 Jahre. 50 % von 783 Fällen (IQA), die von Radia et. al. untersucht wurden, lagen im Altersbereich 7 bis 10 Jahre. Jungen entwickeln die Krankheit etwas häufiger als Mädchen. In Übersichtsarbeiten wurde kein Einfluss der Hautfarbe bzw. Ethnie (englisch: race, „Rasse“) gefunden. Verglichen wurden Schwarze, Weiße, Hispanics und Asiaten. Die meisten Kinder hatten keine Vorerkrankungen, waren also zuvor gesund. Typische Vorerkrankungen sind Übergewicht und chronische Lungenkrankheiten.
Zum Stand Juli 2021 wurden in den USA mehr als 4.000 Erkrankungen diagnostiziert und 36 Todesfälle wurden auf das Syndrom zurückgeführt.
Die Deutsche Gesellschaft für Pädiatrische Infektiologie (DGPI) führt ein Register, das auf freiwilligen Meldungen von mehr als der Hälfte der Kinderkliniken und -abteilungen in Deutschland basiert.
Von Mai 2020 bis zum 6. Februar 2022 wurden rund 660 Fälle gemeldet.

## Symptome und Laborbefunde
Die Erkrankung tritt zwei bis 6 Wochen nach einer SARS-CoV2-Infektion auf. Die Symptome umfassen Fieber, das in allen Fällen auftritt, Magen-Darm-Symptome wie Durchfall, Erbrechen und Bauchschmerzen (bei >70 - >80 %) und Kawasaki-Syndrom-ähnlicher Hautausschlag an Händen, Füßen oder im Mund sowie beidseitige, nicht eitrige Bindehautentzündung (>40 %). Atemwegsbeschwerden sind eher selten (4–5 %). Typisch und die Schwere des Krankheitsbildes bestimmend ist eine Beeinträchtigung des Herz-Kreislauf-Systems: 80 % der betroffenen Kinder haben eine Tachykardie (zu schneller Herzschlag), 60 % eine Hypotonie (zu niedriger Blutdruck). Annähernd 80 % der Kinder benötigen deswegen Flüssigkeitszufuhr über die Vene oder kreislaufunterstützende Medikamente. Kreislaufprobleme sind der wichtigste Grund für eine Behandlung auf der Intensivstation. Rund 60 % haben eine Entzündung des Herzmuskel (Myokarditis), bei 45 % ist die Pumpfunktion des Herzens beeinträchtigt (Ejektionsfraktion <50 %). Etwa 30 % haben eine Herzbeutelentzündung oder einen Herzbeutelerguss. Schäden an den Herzkranzgefäßen sind bei knapp unter 20 % nachweisbar. Ein akutes Nierenversagen wurde bei etwas über 20 % der Kinder berichtet. In der gleichen Größenordnung bewegt sich die Häufigkeit neurologischer Symptome, wozu Meningitiszeichen, Kopfschmerzen, Verwirrung und Gereiztheit gehören.
Ein direkter Erregernachweis im Abstrich (RT-PCR) kann bei Erkrankungsbeginn meistens nicht mehr erbracht werden. Häufiger lassen sich Antikörper im Blut als Zeichen einer durchgemachten Infektion nachweisen. Typischerweise weist das Patientenblut in der Laboruntersuchung Entzündungszeichen auf: die neutrophilen Granulozyten sind vermehrt (80 % der Fälle), das C-reaktive Protein ist erhöht (>90 %), und in etwa der Hälfte der Fälle ist die Zahl der Lymphozyten erniedrigt (Lymphopenie). Als Zeichen der Herzschädigung sind bei den meisten Kindern das Troponin und das pro-BNP erhöht.

## Diagnose
Es gibt mehrere, relativ ähnliche Falldefinitionen von der Weltgesundheitsorganisation (WHO), den Centers for Disease Control and Prevention (CDC) und dem Royal College of Paediatrics and Child Health (RCPCH), anhand derer die Diagnose gestellt werden kann. Die Deutsche Gesellschaft für Pädiatrische Infektiologie orientiert sich an der WHO-Definition.

### Falldefinition der WHO
- Alter bis 19 Jahre und Fieber >3 Tage
- UND zwei der fünf folgenden Symptome
  - Exanthem, beidseitige nicht-eitrige Konjunktivitis oder Entzündungsreaktionen an Haut/Schleimhaut (Hände, Füße, Mund)
  - Arterielle Hypotonie oder Schock
  - Myokardiale Dysfunktion, Perikarditis, Valvulitis (Entzündung der Herzklappen) oder Koronarpathologien (einschließlich echokardiographischer Zeichen oder erhöhtes Troponin/NT-proBNP)
  - Anzeichen einer Blutgerinnungsstörung (PT, PTT, d-Dimere Erhöhung)
  - akute gastrointestinale Probleme (Durchfall, Erbrechen, Bauchschmerzen)
- UND erhöhte Entzündungsparameter (CRP, PCT, BSG)
- UND keine andere offensichtliche mikrobielle Ursache einer Entzündung, inklusive bakterielle Sepsis oder toxisches Schocksyndrom durch Streptokokken oder Staphylokokken
- UND Nachweis einer SARS-CoV2-Infektion (PCR-Test, Antigennachweis oder Antikörpernachweis) oder wahrscheinlicher Kontakt zu Covid-19-Patienten[12]

### Falldefinition der CDC
- Alter unter 21 Jahre mit Fieber >38 °C für >24 Stunden und Entzündungszeichen im Labor
- UND schwerer Krankheitsverlauf mit Notwendigkeit eines Krankenhausaufenthaltes und Beteiligung von mehr als zwei Organsystemen (Herz, Nieren, Atemwege, Blutbildendes System, Gastrointestinaltrakt, Haut, Nervensystem)
- UND keine plausible andere Diagnose
- UND ein Labornachweis einer aktuellen oder kurz zurückliegenden Infektion mit SARS-CoV-2 durch direkten Virusnachweis (z. B. RT-PCR) oder Serologie beziehungsweise COVID-19-Exposition in den letzten vier Wochen vor Auftreten der Symptome.[13]

## Therapie
Betroffene Kinder werden, je nach Symptomausprägung, unterstützend behandelt, beispielsweise über eine intravenöse Gabe von Flüssigkeit („Infusionen“) oder kreislaufunterstützende Medikamente.
Darüber hinaus gibt es keine etablierte, ursächliche Therapie. Aufgrund der Ähnlichkeiten zu anderen Krankheitsbildern wie dem Kawasaki-Syndrom oder dem toxischen Schocksyndrom werden in der Praxis Therapien für diese Krankheiten auch bei Kindern mit MIS-C/PIMS angewendet. Dies umfasst intravenöse Immunglobulingabe (die Standardtherapie des Kawasaki-Syndroms) und Glucocorticoide (Standardmedikamente zur Unterdrückung überschießender Immunantworten).